# Neffapis longilingua
Neffapis longilingua là một loài ong trong họ Andrenidae. Loài này được Ruz miêu tả khoa học đầu tiên năm 1995.